# Clinica Holistica Engiadina

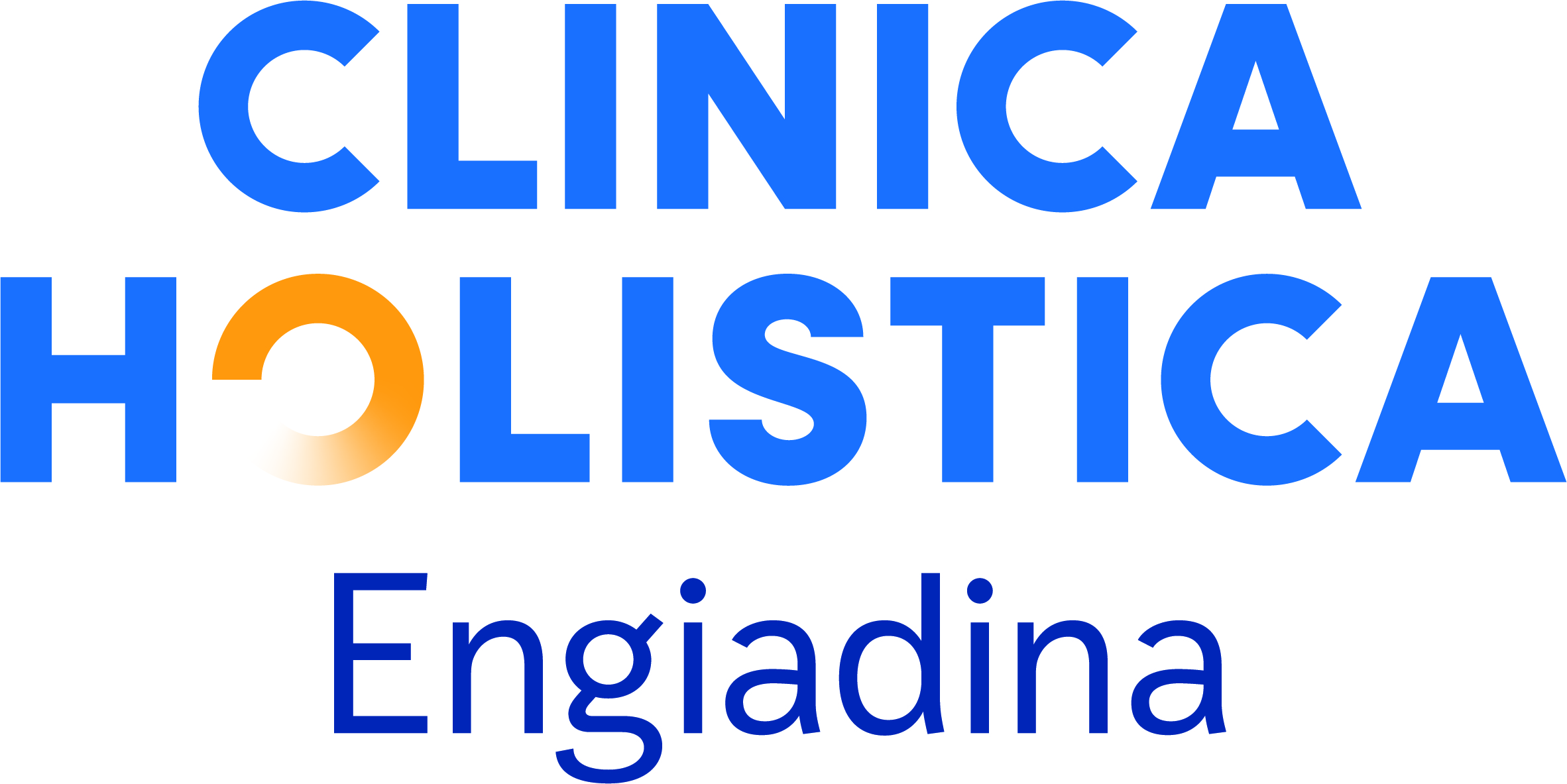
Logo der Klinik

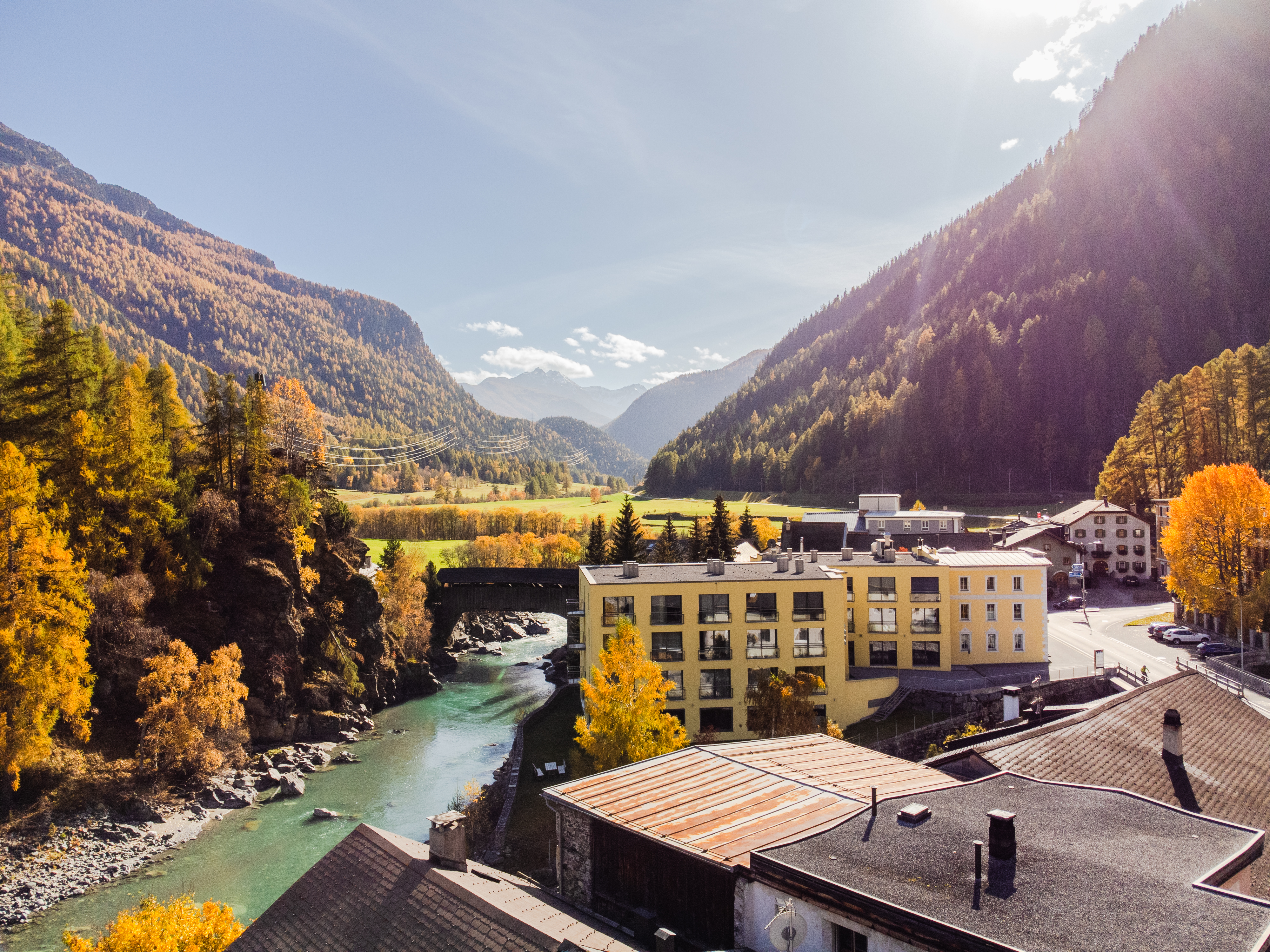
Clinica Holistica Engiadina

Die Clinica Holistica Engiadina (rätoromanisch im Idiom Vallader für «Ganzheitliche Klinik (des) Engadin(s)») liegt in Susch im Unterengadin und ist die erste reine Fachklinik für Burnout in der Schweiz. Das Leistungsangebot der Klinik ist auf die ganzheitliche Behandlung von Stressfolgeerkrankungen (Burnout, Depressionen, Angststörungen, psychosomatischen Störungen und Belastungsstörungen) spezialisiert. Sie ist von der Regierung des Kantons Graubünden anerkannt und wird auf der kantonalen Spitalliste geführt. Insgesamt beschäftigt die Clinica Holistica ca. 105 Mitarbeitende, dies entspricht etwa 70 VZÄ (Vollzeitäquivalent).

Geschichte
Die Clinica Holistica Engiadina wurde vom gebürtigen Suscher Mattias Bulfoni gegründet. Seine Vision war es, Burnout-Betroffenen zu helfen und eine Entstigmatisierung der Krankheit zu erreichen. Durch die private Atmosphäre und die Spezialisierung der Klinik gelang es, die Hemmschwelle für Behandlungssuchende abzubauen. Nach einer nicht immer einfachen Abklärungs- und Planungsphase war die erste Pioniertat, der Kauf des alten Hotel «Rätia», welches um- und ausgebaut wurde. Eingeweiht im September, nahm die Klinik am 1. Oktober 2010 den Betrieb auf und etablierte sich rasch in der Schweizer Gesundheitslandschaft. 
Die Clinica Holistica wird im Jahr 2011 vom Kanton Graubünden auf die Spitalliste genommen und erhält einen Leistungsauftrag im Bereich der Behandlung von Stressfolgeerkrankungen.
2013 wird die Clinica Holistica um das "Haus Steinbock" erweitert. Hier entstehen nach der Renovation des Gebäudes neue Therapieräume und Zimmer für Patientinnen und Patienten.
Im Juli 2018 wird die Clinica Holistica von der Senevita Gruppe übernommen. Damit regelte Mattias Bulfoni, der Gründer und ehemalige Inhaber der Clinica Holistica, seine Nachfolge und gleichzeitig die Weiterführung seines Lebenswerkes. Die strategische Ausrichtung und das medizinische Konzept werden weitergeführt.
In den Jahren 2019 und 2021 wird die Klinik erneut erweitert, hinzu kommen das Engadinerhaus "Haus Muglinas" und das "Chasa Jassa".
Ganzheitliche Behandlung von Stressfolgeerkrankungen
Die Clinica Holistica bietet ein ganzheitliches Therapieangebot für die Behandlung von Stressfolgeerkrankungen (wie Burnout, Depressionen, Angststörungen, psychosomatischen Störungen und Belastungsstörungen) an. Die stationäre Behandlung dauert in der Regel sechs Wochen. Zum Therapieangebot gehören eine Vielzahl von Therapien (u. a. Psychotherapie, Sport- und Physiotherapie, Kunsttherapie, Komplementärtherapie, Kryotherapie etc.). 